# 太和桥北站
太和桥北站是一个位于中国北京市大兴区博兴街道介于新凤河路与兴海三街的博兴路，属于北京地铁亦庄有轨电车T1线的有轨电车站。

## 结构
| 地面 |                              | █ 亦庄T1线往屈庄（瑞合庄） |
| 地面 | 岛式站台，左側開门           |                            |
| 地面 | █ 亦庄T1线往定海园（四海庄） |                            |